# 5098 Tomsolomon
Az 5098 Tomsolomon (ideiglenes jelöléssel (5098) 1985 CH2) a Naprendszer kisbolygóövében található aszteroida. Henri Debehogne fedezte fel 1985. február 14-én.